# Urostrophus vautieri
Urostrophus vautieri — вид ігуаноподібних ящірок родини Leiosauridae. Ендемік Бразилії.

## Поширення і екологія
Urostrophus vautieri поширені на південному сході Бразилії, від Еспіріту-Санту до Ріу-Гранді-ду-Сула. Вони живуть в атлантичних лісах та саванах.